# Courmemin
Courmemin é uma comuna francesa na região administrativa do Centro, no departamento Loir-et-Cher. Estende-se por uma área de 23,91 km². Em 2010 a comuna tinha 510 habitantes (densidade: 21,3 hab./km²).